# Richard (canton)
Pour les articles homonymes, voir Richard.
Richard est un canton canadien de l'est du Québec situé dans la municipalité régionale de comté de La Matanie dans la région administrative du Bas-Saint-Laurent.  Il fut proclamé officiellement le 27 janvier 1940.  Il couvre une superficie de 34 800 hectares. Ce territoire public giboyeux et poissonneux a une vocation exclusive de villégiature et d'exploitation des ressources naturelles. Il est sillonné par la rivière Cascapédia, protégée par la réserve faunique de la Rivière-Cascapédia.

## Toponymie
Le toponyme Richard est en l'honneur de l'avocat, historien et homme politique québécois Édouard Richard (1844-1904).